# Hamon Martin Quintet
Le Hamon Martin Quintet est un groupe de musiques traditionnelles bretonnes et folk francophone. À l'origine un duo formé par Janick Martin à l'accordéon diatonique et Erwan Hamon aux bombardes et aux flûtes, tous deux originaires du pays de Redon (Le Dresny-Plessé et Molac). Ils sont rejoints par Mathieu Hamon, le frère d'Erwan, au chant gallo et Ronan Pellen au cistre pour former Hamon Martin Quartet, puis par Erwan Volant à la basse, formant ainsi Hamon Martin Quintet. Le quintet se produit aussi bien en fest-noz qu'en concert.
Le groupe a enregistré sept albums et le duo d'origine continue de se produire, aussi bien en concert qu'en fest-noz. Le dernier album en date, produit par Coop Breizh Musik, est paru en octobre 2019 et s'intitule Clameurs. Il marque un tournant dans le répertoire du groupe, du fait notamment de la présence de nombreuses reprises (Charles Trenet, Glenmor, Brigitte Fontaine, Leonard Cohen...) et de Rosemary Standley, chanteuse du groupe Moriarty, invitée sur plusieurs chansons.

## Biographie

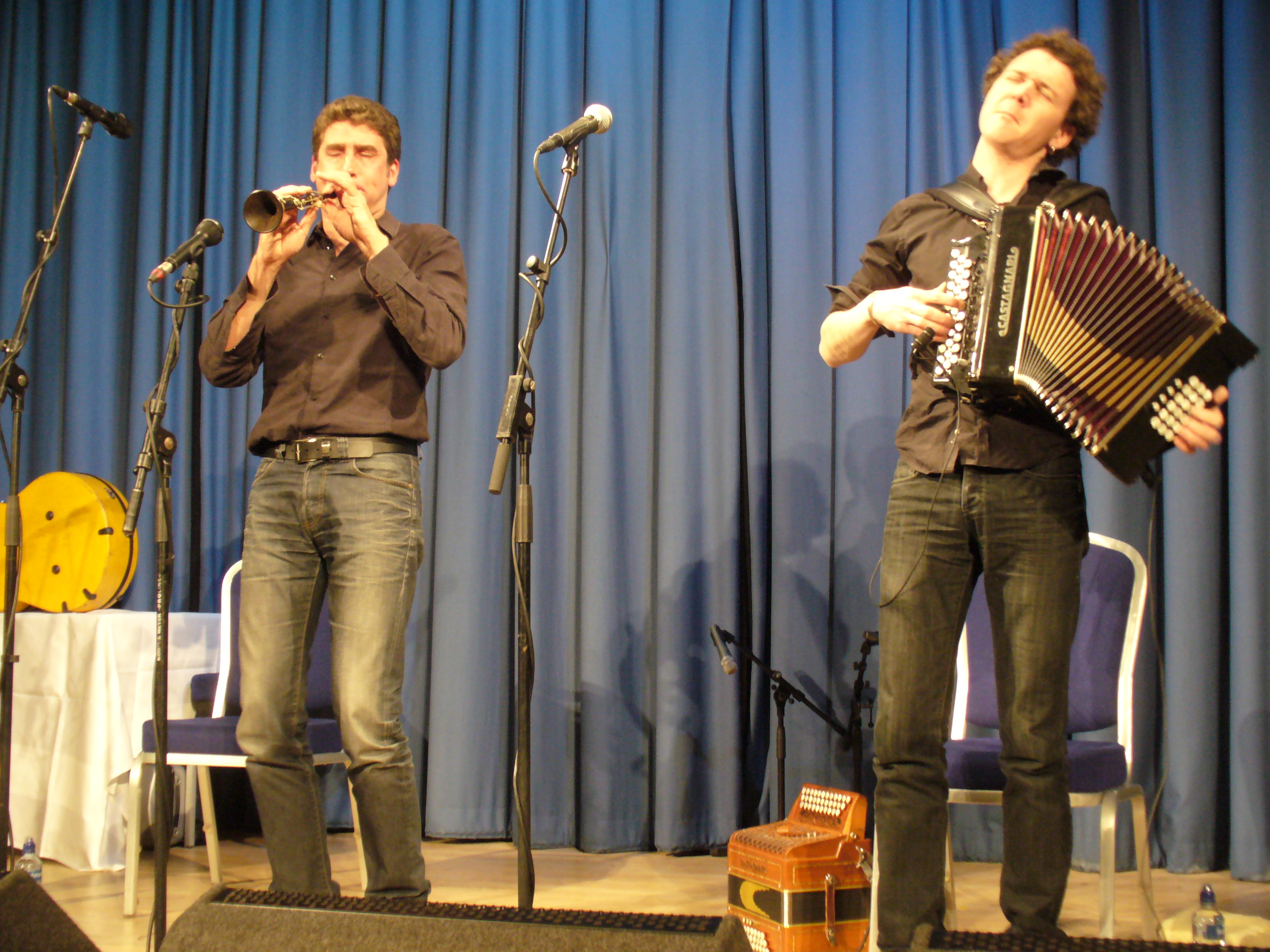
Erwan Hamon et Janick Martin.

### Erwan Hamon
Né en 1978 en pays de Redon d'une famille d'agriculteurs du Dresny, près de Plessé, il commence l'apprentissage du tin whistle, de la flûte irlandaise et de la bombarde en autodidacte, puis suit des cours avec le sonneur Christophe Caron, vers 8-9 ans. Il se produit à la flûte vers 9-10 ans au concours Kan ar Bobl avec son grand-frère Mathieu à la guitare. Dès 1989, ils forment un premier groupe, Skolig Al Louarn (en breton « l'école du renard », c'est-à-dire « buissonnière »), avec son frère Mathieu Hamon au chant (qui remporte par la suite la Bogue d'Or en 1991 et le Kan ar Bobl en 1992) et l'accordéoniste Yannick Noguet. Il fait en parallèle 5 ans de solfège à l'école de musique de Redon. Il a réellement appris la flûte lors de plusieurs stages avec Jean-Michel Veillon, Yannick Alory et Desy Wilkinson pour la flûte irlandaise. Après avoir longtemps joué dans Katé-Mé, il se produit dans de nombreuses formations, dont Mandala, Jeu à la Nantaise et La Dame Blanche.

### Janick Martin
Né en 1979 d'un père menuisier de Molac dans le Morbihan gallo, Janick découvre très tôt l'accordéon auprès de son père ainsi que de Ronan Robert. Il remporte plusieurs prix d'accordéon âgé de 13 ans (Monterfil, Kan ar Bobl). Après avoir joué du swing avec le groupe Chez Pedro, du tango et de la chanson avec Breizh Paname Connection, et accompagné la chanteuse Annkrist, Janick joue dans le Jacky Molard Acoustic Quartet, dans le groupe Mandala, en duo avec Alan Madec ainsi que dans le concert photographique « Surtout les yeux » avec le clarinettiste Erwan L’Hermenier.

### Du duo au quintet

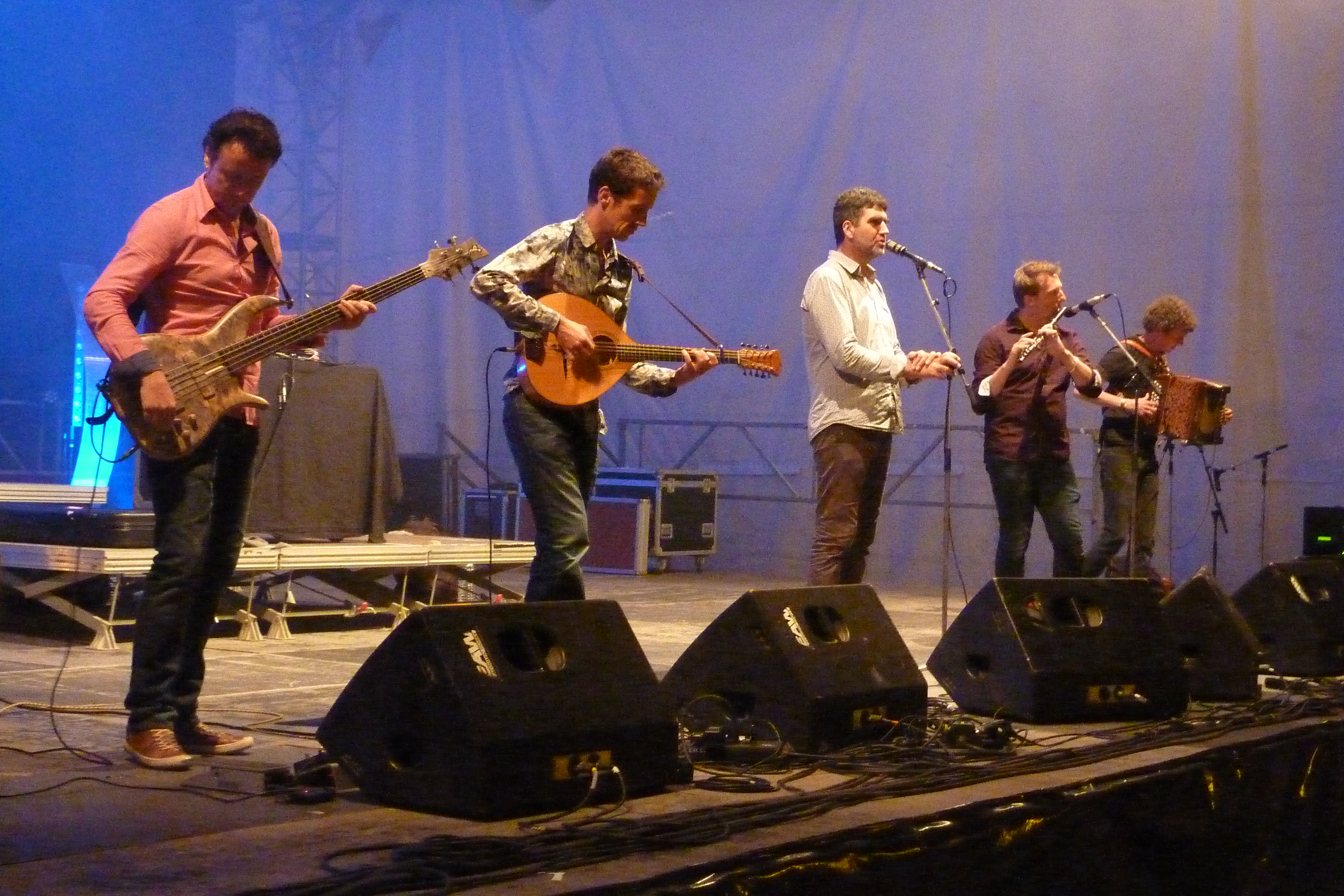
Le quintet à Gourin, en 2014.

En 1991, âgés d'environ 12 ans, ils se produisent avec leur groupe Kamm-Digamm à la fête des chants de marins de Paimpol. En duo, ils sont lauréats du premier concours inter-lycées organisé à Lannion en 1996 et vivent des expériences marquantes comme les concours (Kan ar Bobl, Musique Gallèse...), le festival de Cornouaille en 1996 ou la première partie de Celtic Procession de Jacques Pellen au Tombées de la nuit en 1998. En 1998 le duo enregistre un premier disque, La violette. Le duo se fait trio lorsque le frère d'Erwan, Mathieu, le rejoint définitivement après les avoir longtemps accompagnés de son chant. Puis Ronan Pellen, joueur de cistre, devient le quatrième membre de la formation, après être passé par Skeduz, Dibenn, Bal Tribal. En 2001, l'album Allune réuni autour d'airs du pays gallo des invités : Erwan Volant à la basse fretless acoustique, Patrice Paichereau à la guitare électrique, Cécile Girard et Thierry Moreau au violoncelle.

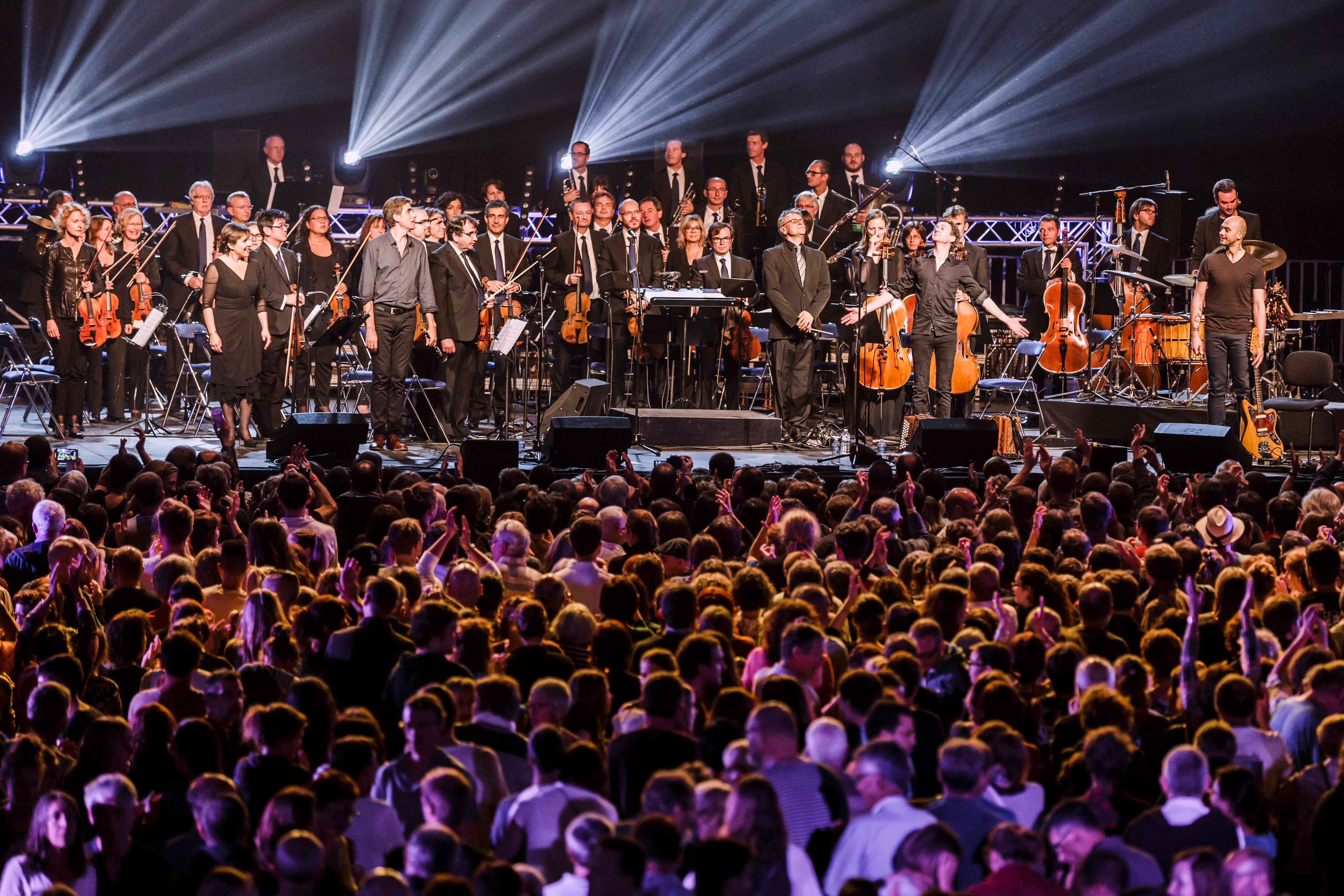
Hamon Martin et l'Orchestre symphonique de Bretagne au festival Yaouank 2016.

La formation ne prend sa forme décisive en quintet qu'avec l'arrivée d'Erwan Volant, violoncelliste classique reconverti dans la basse. Il jouait avec Kern, Carré Manchot, avant de prendre part à quelques spectacles du Bagad Kemper. En 2004, sort L'Habit de plume chez Coop Breizh. Se produisant aussi bien en fest-noz et en concert, le quintet a joué à l'étranger, en Italie, en Iran... Du silence et du temps, sorti en 2010, obtient le Grand prix du disque Produit en Bretagne.